# Salix candida
Salix candida es una especie de sauce perteneciente a la familia de las salicáceas.

## Descripción
Es un arbusto que se encuentra en el norte de los Estados Unidos y Canadá. Puede alcanzar un tamaño de 5 a 3.5 m de altura.

## Taxonomía
Salix candida fue descrita por Johannes Flüggé ex Carl Ludwig Willdenow y publicado en Species Plantarum. Editio quarta 4(2): 708–709, en 1806.
Etimología
Salix: nombre genérico latino para el sauce, sus ramas y madera.
candida: epíteto latino que significa "muy blanca".